# Kathy Whitworth
Kathrynne Ann "Kathy" Whitworth (født 27. september 1939, død 24. december 2022) var en amerikansk professionel golfspiller. Gennem sin karriere vandt hun 88 turneringer på LPGA-Touren, hvilket er flest af alle på LPGA og PGA Touren. Whitworth blev derudover nummer to 93 gange på LPGA, og i 1981 blev hun den første kvindelige spiller, der nåede $1 million i indtjening. Hun er optaget i World Golf Hall of Fame.